# Une aventure d'Arsène Lupin

Une aventure d'Arsène Lupin est une saynète de Maurice Leblanc, représentée du 15 septembre au 15 octobre 1911 au music-hall La Cigale. Ce sketch fut intercalé dans la revue Elle l'a l'sourire de  Wilned. André Brulé tint de nouveau le premier rôle après son interprétation d'Arsène Lupin dans la pièce de théâtre éponyme.

## Résumé
Arsène Lupin se faufile en pleine nuit chez un bourgeois pour lui voler un collier de perles de grande valeur. À la suite d'une dénonciation, la police arrive sur les lieux, forçant le cambrioleur à se cacher dans la maison. Enfermé avec la jeune fille de la maison, il tente de la séduire pour réussir son évasion.

## Distribution[2],[3]
- André Brulé : Arsène Lupin
- Marthe Derminy (d)  : Marceline, fille de Dimbleval
- Paul Clerc (d)  : Dimbleval, sculpteur 55 ans
- Carlus : Marescot, sous-chef de la Sûreté
- Émile Seylis : le complice